# Spinetta Fregoso
Spinetta Fregoso (Génova, cerca de 1400 – Gavi, 1467) foi o 35.º Doge da República de Génova.

## Biografia
Filho de Spinetta I Fregoso e Benedetta Doria, e neto do ex-Doge Pietro Fregoso, nasceu na capital genovesa por volta de 1400. Apesar do seu pai exercer a função de podestà de Pera e depois cônsul em Caffa, em nome da República de Génova, Spinetta Fregoso passou a infância e parte da adolescência em Génova.
A fuga do Doge Prospero Adorno a 17 de julho de 1461 levou à ascensão do Fregoso como sucessor, nomeado a 18 de julho, o trigésimo quinto na história da República de Génova, favorecido pelo consentimento do arcebispo genovês Paolo di Campofregoso. Contudo os acontecimentos que se seguiram, entre eles a reação armada do primo Lodovico Fregoso, forçaram o doge Spinetta a render-se e a renunciar ao mandato alguns dias depois, a favor do próprio Lodovico.